# 河本昇悟
河本 昇悟（こうもと しょうご、1961年7月1日- ）は、日本の男性アニメーション演出家、アニメーション監督。岡山県出身。

## 参加作品

### テレビアニメ
1987年
- 機甲戦記ドラグナー（-1988年、制作進行）

1988年
- 魔神英雄伝ワタル（-1989年、制作進行・絵コンテ・演出）

1989年
- 魔動王グランゾート（-1990年、絵コンテ・演出）

1990年
- 魔神英雄伝ワタル2（-1991年、絵コンテ・演出）

1991年
- 絶対無敵ライジンオー（-1992年、絵コンテ・演出）

1992年
- 元気爆発ガンバルガー（-1993年、絵コンテ・演出）

1993年
- 熱血最強ゴウザウラー（-1994年、絵コンテ・演出）

1994年
- 機動武闘伝Gガンダム（-1995年、絵コンテ・演出）

1996年
- YAT安心!宇宙旅行（-1998年、絵コンテ・演出）
- 天空のエスカフローネ（絵コンテ・演出）

1997年
- 深海伝説MEREMANOID（-1998年、絵コンテ・演出）

1998年
- Night Walker -真夜中の探偵-（絵コンテ）

1999年
- 火魅子伝（絵コンテ）
- ぶぶチャチャ（絵コンテ）
- 魔法使いTai!（絵コンテ・演出）

2000年
- ストレンジドーン（監督）
- マイアミ☆ガンズ（絵コンテ）
- NieA_7（絵コンテ）

2001年
- 逮捕しちゃうぞ Second Season（監督）

2002年
- YOU'RE UNDER ARREST 〜逮捕しちゃうぞ〜（監督）
- プリンセスチュチュ（-2003年、監督）

2003年
- カレイドスター 新たなる翼（-2004年、絵コンテ）
- 銀河鉄道物語（-2004年、絵コンテ）

2004年
- ケロロ軍曹（-2011年、絵コンテ・演出）

2005年
- ふしぎ星の☆ふたご姫（-2006年、監督）

2006年
- ふしぎ星の☆ふたご姫 Gyu!（-2007年、監督）
- オーバン・スターレーサーズ（絵コンテ）

2007年
- ロミオ×ジュリエット（絵コンテ）
- ナイトウィザード The ANIMATION（絵コンテ・OP絵コンテ）

2008年
- S・A〜スペシャル・エー〜（絵コンテ）
- 遊☆戯☆王5D's（-2011年、絵コンテ）

2009年
- しゅごキャラ!!どきっ（絵コンテ）
- ドルアーガの塔 〜the Sword of URUK〜（絵コンテ）

2011年
- 遊☆戯☆王ZEXAL（絵コンテ）

2014年
- ブレイドアンドソウル（絵コンテ）
- Persona4 the Golden ANIMATION（絵コンテ）

2016年
- 聖戦ケルベロス 竜刻のファタリテ（絵コンテ）

2017年
- ナイツ&マジック（絵コンテ）
- カードファイト!! ヴァンガードG Z（絵コンテ）

2018年
- ムヒョとロージーの魔法律相談事務所（絵コンテ）

2020年
- 遊☆戯☆王SEVENS（-2022年、絵コンテ）

2022年
- 遊☆戯☆王ゴーラッシュ!!（絵コンテ）

### OVA
1994年
- ワイルド7（絵コンテ・演出）

1995年
- 聖羅ヴィクトリー（絵コンテ）